# Сидоров, Василий Григорьевич
Василий Григорьевич Сидоров (род. 1957) — сотрудник советских и российских органов государственной безопасности, генерал-майор.

## Биография
Василий Григорьевич Сидоров родился 26 октября 1957 года в Курской области. После окончания средней школы поступил на исторический факультет Курского государственного педагогического института. Окончил его в 1980 году. В 1981—1983 годах проходил срочную службу в рядах Советской Армии.
В 1984 году Сидоров поступил на службу в органы Комитета государственной безопасности при Совете Министров СССР. Первоначально служил оперуполномоченным, затем находился на различных руководящих должностях.
После распада Советского Союза продолжал службу в системе Министерства безопасности — Федеральной службы безопасности Российской Федерации. Прошёл путь до должности заместителя начальника Управления Федеральной службы безопасности Российской Федерации по Курской области.
В декабре 2009 года полковник Василий Григорьевич Сидоров был назначен начальником Управления Федеральной службы безопасности Российской Федерации по Забайкальскому краю.
В декабре 2010 года Сидорову было присвоено очередное звание генерал-майора.